# 플레하노프 경제대학교

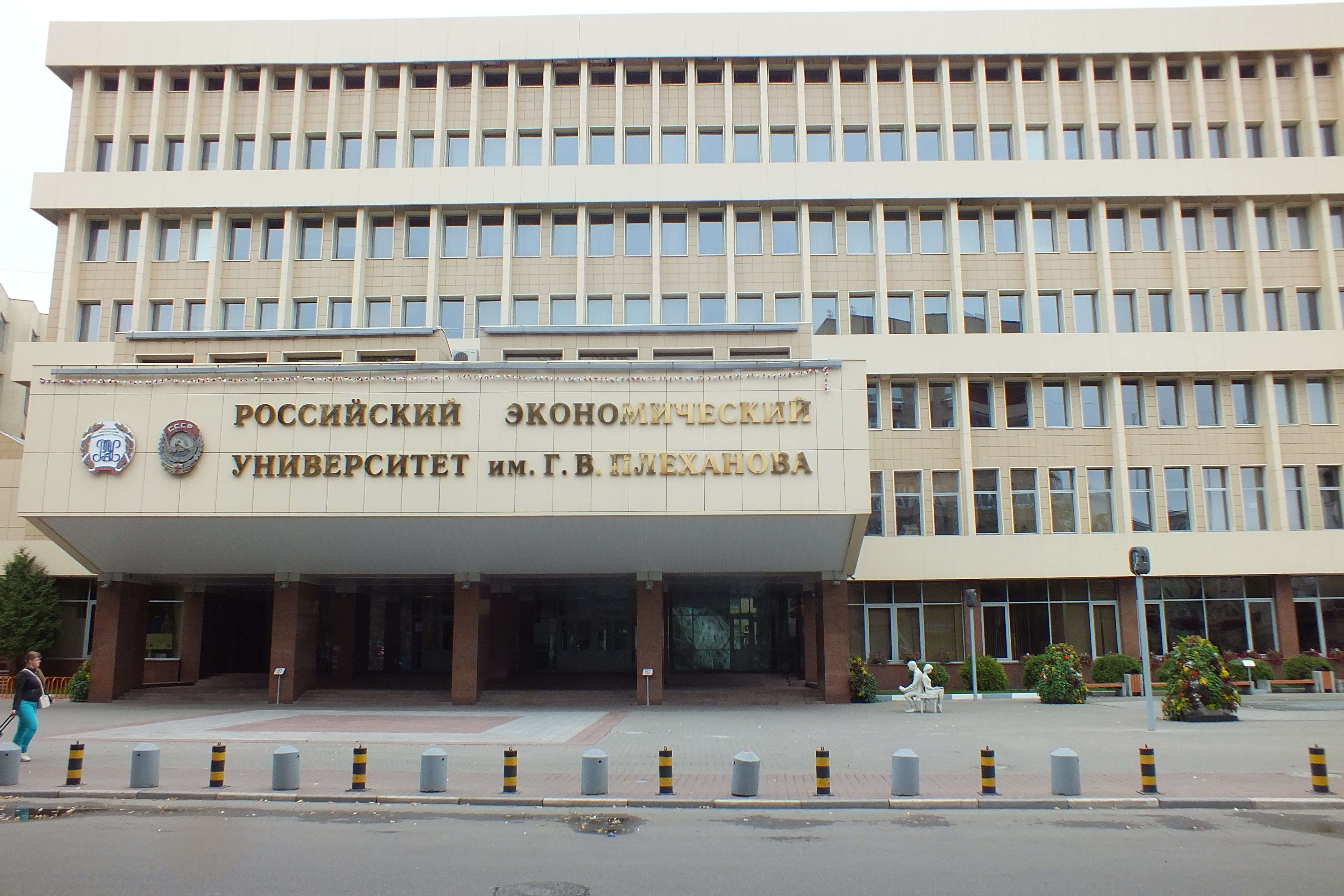

플레하노프 경제대학교(Российский экономический университет имени Г.В. Плеханова)는 러시아 모스크바 주 모스크바에 있는 공립 대학교이다. 이 학교는 1907년 2월 19일을 기하여 첫 개교되었다.